# Hyalophora albofasciata
Hyalophora albofasciata är en fjärilsart som beskrevs av Sageder. 1933. Hyalophora albofasciata ingår i släktet Hyalophora och familjen påfågelsspinnare. Inga underarter finns listade i Catalogue of Life.